# Thomas Maxwell Harris
Pour les articles homonymes, voir Thomas Harris (homonymie) et Harris.
Thomas Maxwell Harris est un botaniste britannique, né le 8 janvier 1903 à Leicester et mort le 1er mai 1983.
Il est le fils d’Alexander Harris et de Lucy Frances N. Il obtient son Doctorat of Sciences à l’université de Cambridge. Il se marie en 1928 avec Katharine Massey. Il enseigne la botanique à l’université de Cambridge puis de Reading et du Ghana. Il est membre de la Royal Society en 1948 et reçoit la médaille linnéenne en 1968. Il préside la Société linnéenne de Londres de 1961 à 1964.

## Liste partielle de ses publications
- The Fossil Flora of Scoresby Sound East Greenland (Copenhague, 1931).
- The British Rhaetic Flora (Londres, 1938).
- British Purbeck Charophyta (Londres, 1939).
- Liassic and Rhaetic Plants collected in 1936-38 from East Greenland, etc. (Copenhague, 1946).
- Conifers of the Taxiodiaceæ from the Wealden Formation of Belgium, etc. (Bruxelles, 1953).
- The Yorkshire Jurassic flora (cinq volumes, Londres, 1961-1979).

## Source
- Allen G. Debus (dir.), World Who’s Who in Science. A Biographical Dictionary of Notable Scientists from Antiquity to the Present, Marquis-Who’s Who, Chicago, 1968, XVI-1855 p.